# Smrečno
Smrečno este o localitate din comuna Slovenska Bistrica, Slovenia, cu o populație de 99 de locuitori.